# Familia Linares
La familia Linares es una familia de la Ciudad de México que se dedica a la “cartonería” o el uso de papel maché para crear objetos esculpidos de manera resistente. Ellos tienen una reputación internacional por la creación de diversas formas como son esqueletos, calacas, figuras de San Judas Tadeo y criaturas fantásticas llamadas alebrijes. Mientras que la historia de la familia en el oficio se remonta hasta el siglo XVIII, fue la obra de Pedro Linares que obtuvo reconocimiento internacional a través del patrocinio del artista Diego Rivera y la promoción de sus obras en los Juegos Olímpicos de México 1968, y a través de documentales. Pedro murió en 1992, pero sus hijos y nietos continúan con las artesanías, que se venden y han sido expuestas en museos de varios países.[cita requerida]

## Historia
La conexión entre la familia Linares y la cartonería se extiende hasta el siglo XVIII cuando Juan Bautista Linares de Xochimilco empezó a hacer objetos de papel maché para festividades relacionadas con la Semana Santa. En el siglo XIX, Francisco Linares, especializado en la elaboración de las figuras para la quema de Judas durante la Fiesta del Judas. Celso Linares, el abuelo de Pedro Linares, comenzó a hacer piñatas con papel maché en vez de usar ollas de barro, así como también elaboró máscaras y figuras humanas con este material. José Dolores Linares, hijo de Celso y padre de Pedro, aprendió la artesanía y se lo enseñó a su hijo, junto con el crecimiento de los cultivos en chinampas y a hacer zapatos. La familia se mudó de Xochimilco a Venustiano Carranza, donde nació Pedro.

### Pedro Linares
Pedro Linares creció, se casó y tuvo a sus hijos en esta área. La familia no era extremadamente pobre, pero pertenecían a la clase media baja. Al igual que su familia antes de él, Pedro comenzó con piñatas, máscaras de carnaval y Judas, figuras que vendió en mercados como el Mercado de La Merced. 
Pedro es la figura central de la familia Linares por su creación de alebrijes que comienza alrededor de 1936. De acuerdo con la familia, Pedro Linares tuvo la visión del alebrije cuando era joven y se encontraba en cama, enfermo, con alta temperatura, soñando con ellos y sus nombres. Después, cuando Pedro se encontraba sano de nuevo, comenzó a crear a los monstruos que había visto en sus sueños. Estas criaturas son conjuntos de animales reales e imaginarios en colores brillantes con diseños salvajes.  A pesar de la historia, el propio Pedro Linares reconoció que las criaturas evolucionaron a lo largo de su vida.
La invención de los alebrijes le permitió no sólo vender sus productos en los mercados tradicionales, sino que también comenzaron a venderse en el Monumento a la Independencia, monumento en el popular vecindario llamado la Zona Rosa, obteniendo patrocinio con artistas y estudiantes. Esto permitió que el negocio de la familia sobreviviera a la prohibición de las figuras de Judas que ocurrió en la ciudad después de la explosión de 1957 en un almacén. Con el paso del tiempo, un galerista de Cuernavaca, Morelos descubrió su obra. Esto llevó su trabajo a la atención de Diego Rivera y Frida Kahlo, quienes comenzaron a encargar la producción de más alebrijes. Rivera afirmó que nadie más podría haber formado las extrañas figuras que solicitó; el trabajo realizado por Linares para Rivera se muestra ahora en el Museo Anahuacalli en la Ciudad de México.
La fama de las obras de Linares se volvió internacional como resultado de los Juegos Olímpicos de México 1968, cuando Pedro y sus hijos fueron contratados por Dolores Olmedo para crear figuras esqueléticas de tamaño real de los atletas olímpicos. Si bien estas figuras animadas han sido comunes para el Día de Muertos, era la primera vez que se hacían a gran escala. La tradición llamó todavía más la atención después del documental hecho por la cinematógrafa británica Judith Bronowski en 1975 sobre la familia Linares. Su trabajo llegó a ser buscado por museos y otras instituciones de arte en los Estados Unidos y varios países de Europa. En 1990, dos años antes de su muerte, Pedro Linares recibió el distinguido Premio Nacional de Ciencia y Arte por el gobierno mexicano.

### La familia hoy

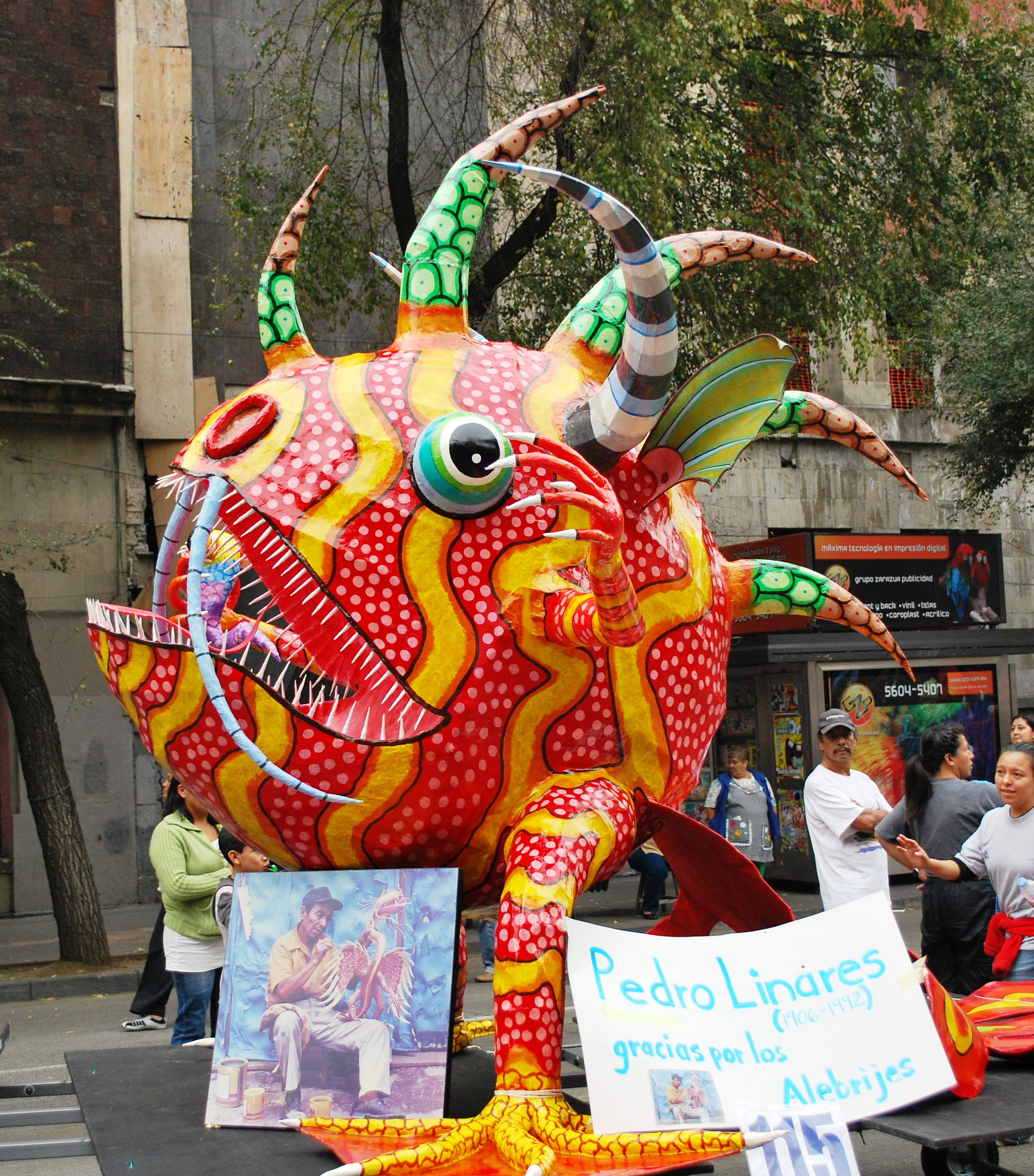
Entrada al desfile anual de alebrijes dedicado a Pedro Linares en la Ciudad de México.

A pesar de las preguntas en cuanto a si la tradición seguiría en la siguiente generación, no sólo Pedro Linares ni sus tres hijos se dedican a la actividad artesanal en tiempo completo, si no que sus tres nietos también están involucrados en el negocio familiar y han hecho sus propias innovaciones, tales como esqueletos que representa a las prostitutas, los drogadictos y los deportistas. Los talleres están ubicados en el antiguo barrio de San Nicolás Otzolocán de la antigua ciudad independiente de Iznahualtono. Hoy en día, se le conoce como la colonia Merced Balbuena en la delegación Venustiano Carranza. Varias ramas de la familia ocupan una hilera de casas en la misma calle detrás del Mercado de Sonora. Cada familia trabaja en sus propios talleres, en sus propias casas, pero se prestan unos a otros una mano cuando grandes pedidos vienen. La demanda crece y cae: a veces no hay trabajo y a veces las familias trabajan 18 horas al día. El negocio se basa en gran medida en un sistema de aprendizaje para permitir un "lenguaje visual común". Esto permite que los distintos miembros de la familia trabajen en partes de un objeto a gran escala,  para que todas las piezas encajen en su conjunto al final. La familia trabaja en conjunto para producir no sólo los pedidos individuales, sino también importantes obras para instituciones como la pieza "El Apocalipsis Atómico" creado para el Museo Británico.
Para el Día de Muertos en 1986, Felipe Linares fue el encargado para conmemorar el terremoto de México de 1985. El resultado fue "La muerte temblorosa" con más de cincuenta esqueletos de tamaño natural que representaban los incidentes clave con figuras como los bomberos, las víctimas bajo los escombros, heridos, soldados y hasta un saqueador con un aparato de televisión. Una de las figura conmemora a una persona conocida como "El Pulga":  un salvador muy delgado famoso por entrar en espacios pequeños bajo los edificios derrumbados. El trabajo fue controvertido en su época, pero también se utilizó para recaudar dinero para las víctimas en Europa. La familia Linares sigue exportando su trabajo a las galerías más importantes que muestran el arte mexicano en todo el mundo. Un ejemplo llamado "Beasts and Bones: La cartonería de la familia Linares" fue expuesto en Carlsbad, California. La muestra contó con cerca de setenta alebrijes y fue tan popular que se extendió por varias semanas. Los trabajos de la familia también han sido exhibidos en el Centro Pompidou en París, Francia, en el Museo Británico, el Museo Fowler de UCLA de Los Ángeles y el Museo Real de Arte Moderno de Glasgow.
Los dos temas más comunes en el trabajo de los Linares son el esqueleto animado y el alebrije. Ambos se basan en las formas y técnicas que se utilizan para hacer figuras de Judas y hay obras tempranas de Judas humanos con cabezas y alas de animales. La temporada del Día de Muertos es la más activa para la familia Linares: el interés de los Estados Unidos y Europa en esta festividad se traduce en negocios para la empresa. Sus esqueletos animados son conocidos por su variedad: hay algunos que bailan, andan en patineta y hacen cualquier número de ocupaciones comunes del pasado y del presente, como conductor de tranvía. Producen cráneos multicolores de cartón y papel en diversos tamaños, aunque el más común es aproximadamente de 75 cm de alto. Estos cráneos tienen diferentes temas tales como Don Quijote, los vendedores ambulantes de diversos tipos, toreros y figuras de la cultura popular. También hacen una versión de imitar las calaveras de azúcar creadas para el Día de Muertos, que están profusamente decorados con flores, pájaros y otros artículos. Su trabajo se ha destacado por su capacidad para reinventar temas clásicos de la cartonería mexicana. Algunos de sus clientes han incluido a los Rolling Stones y David Copperfield. Los Stones no sólo ordenaron y pagaron por sus alebrijes, sino que también dieron entradas de su show a la familia.
Además de crear, vender y exhibir su propio trabajo, la familia también ha capacitado a un número de otros para hacer obras de cartonería, entre ellas los alebrijes. La persona más conocida de ellos es Susana Buyo, quien es conocida como la "Señora de los Monstruos" por los niños de la localidad de la Condesa, un exclusivo barrio de la Ciudad de México. Sin embargo, la familia se ha quejado de que hay un problema serio con otros artistas, ya que estos crean obras y las ponen como creaciones de la familia Linares. Los diseños originales que Pedro Linares hizo como alebrijes han caído en el dominio público. Debido a que ha habido una gran variedad de artistas y artesanos que crean una variedad de alebrijes con sus propios estilos, esta artesanía se ha convertido en parte del repertorio popular de México. Sin embargo, de acuerdo con el capítulo tres de la Ley Federal de Derechos de Autor, promulgada en 1996, es ilegal la venta de artesanías hechas en México sin el reconocimiento de la comunidad y de la región de la cual provienen. También es ilegal alterar los oficios de tal manera que se interpreten como perjudicial para la reputación o la imagen de la cultura. La ley aplica a la comercialización de las artesanías, así como su exposición pública y el uso de sus imágenes. El problema es que esta ley rara vez se aplica en la mayoría de los vendedores de artesanías en México, rara vez declaran la proveniencia de los productos. El nombre de "alebrijes" se utiliza para una gran variedad de artesanías, aunque la familia Linares ha tratado de obtener el control sobre el nombre. La familia afirma que las piezas que no se hagan por ellos y no provengan de la Ciudad de México deben declararse como tales.